# Admiral Nachimov (1885)
Admiral Nachimov byl pancéřový křižník ruského carského námořnictva. Ve službě byl v letech 1888–1905. Nasazen byl v rusko-japonské válce, kde byl roku 1905 potopen v bitvě u Cušimy.

## Stavba

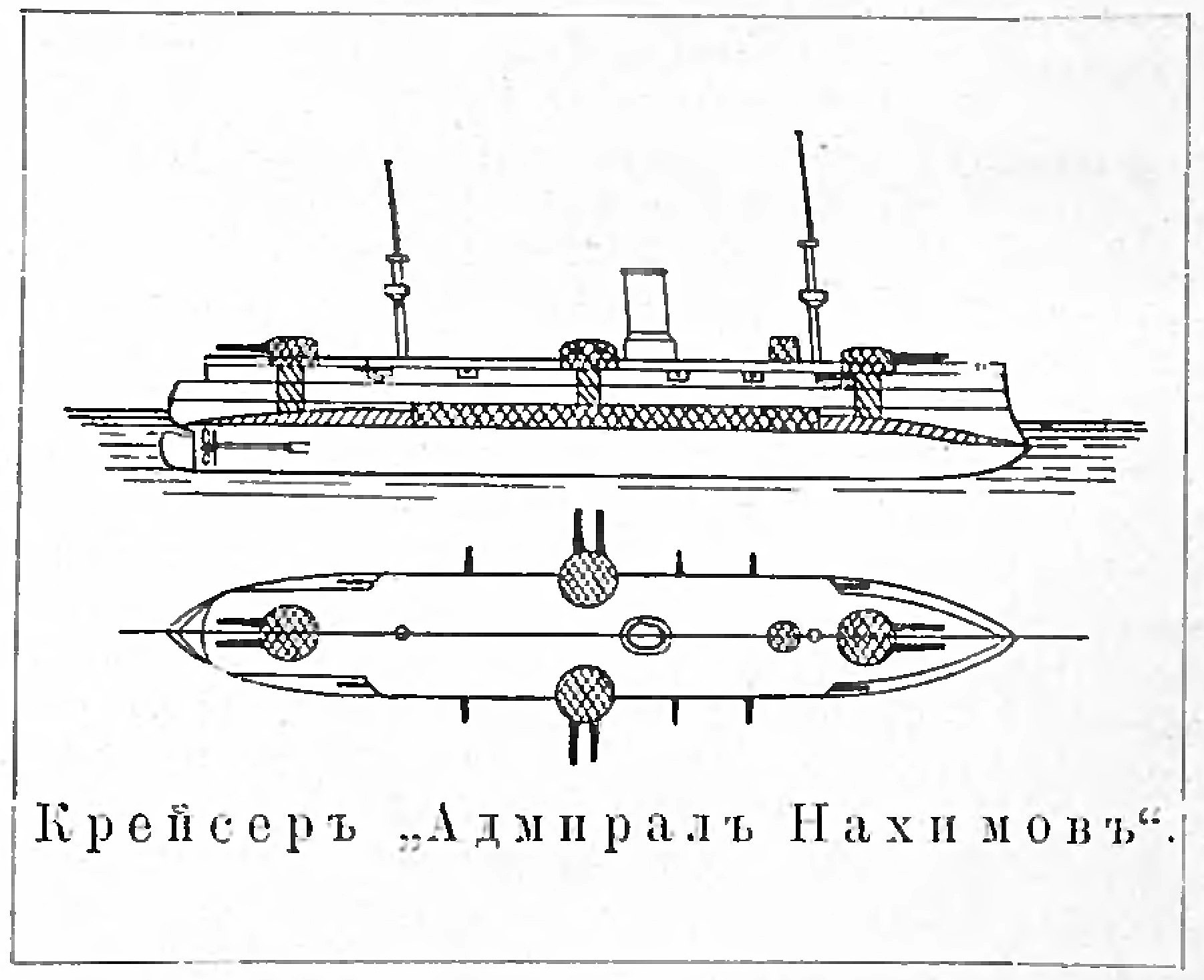
Základní uspořádání plavidla

Křižník postavila ruská loděnice v Petrohradu. Jeho konstrukce byla silně inspirována britskými křižníky třídy Imperieuse. Stavba byla zahájena roku 1883, na vodu byl spuštěn roku 1885 a do služby byl uveden v září 1888.

## Konstrukce
Křižník byl vyzbrojen osmi 203mm kanóny ve dvoudělových věžích, deseti 152mm kanóny, čtyřmi 87mm kanóny, šesti 47mm kanóny, čtyřmi 37mm kanóny a třemi 381mm torpédomety. Pohonný systém měl výkon 8000 hp. Skládal se z 12 kotlů a parních strojů, pohánějících dva lodní šrouby. Zároveň měl křižník oplachtění. Nejvyšší rychlost dosahovala 17 uzlů. Dosah byl 4400 námořních mil při rychlosti 10 uzlů.

## Osudy

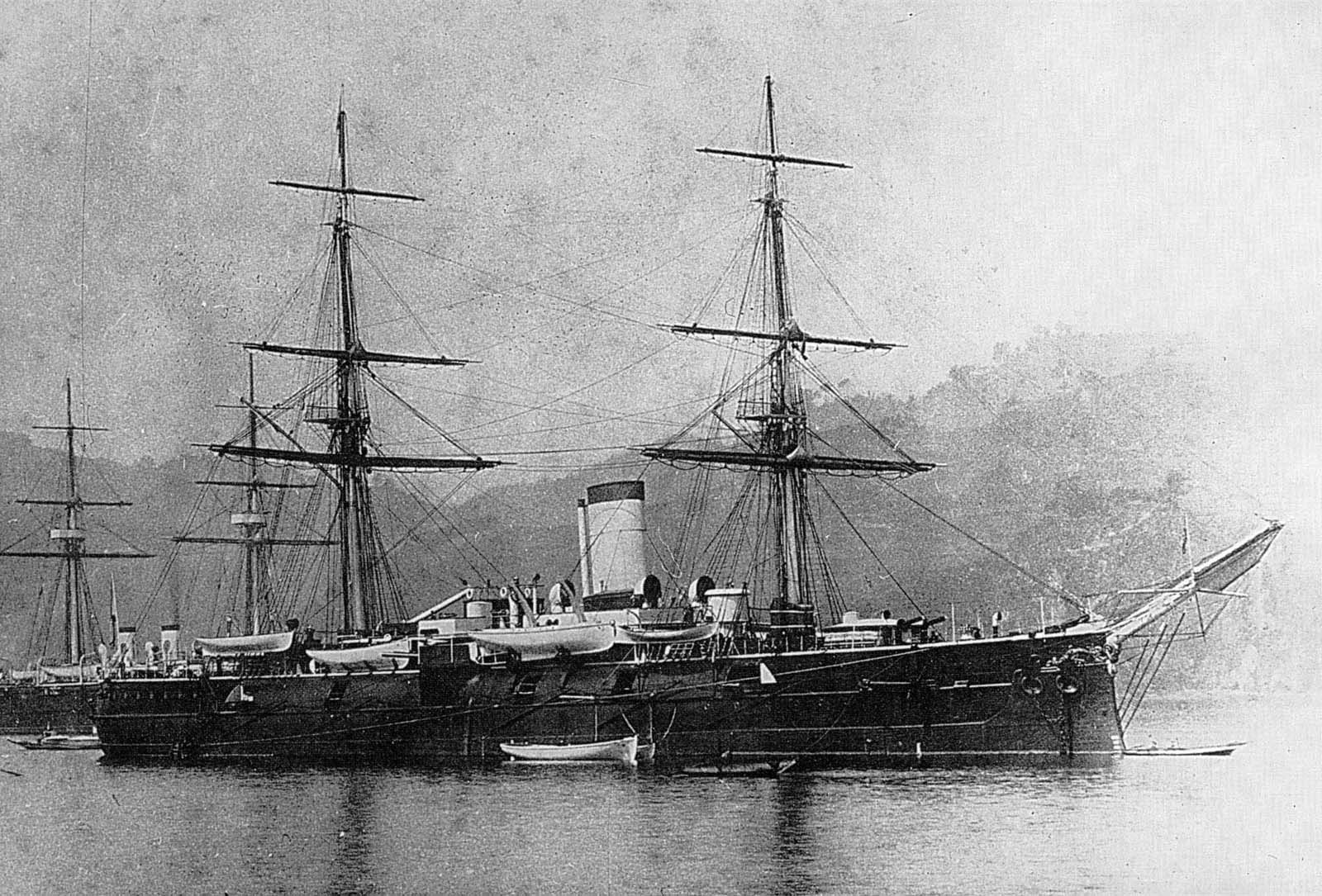
Admiral Nachimov

Admiral Nachimov se účastnil rusko-japonské války. Dne 28. května 1905 byl potopen v bitvě u Cušimy. V noční fázi bitvy jej potopila japonská torpéda.